# Madonna dei cherubini
Madonna dei cherubini è un dipinto di Antonio Badile, realizzato con la tecnica della pittura a tempera su tavola, conservato nel Museo di Castelvecchio a Verona.